# Accessione invertita
L'accessione invertita, detta anche occupazione appropriativa, è un modo di acquisto della proprietà da parte della pubblica amministrazione che si verifica quando siano presenti i seguenti elementi:
1) L'occupazione illegittima in buona fede di una porzione di immobile da parte della pubblica amministrazione;
2) Una trasformazione radicale dell'immobile con opere di pubblica utilita', tale cioè da comportare un cambiamento dei caratteri e della destinazione del fondo;
L'accessione invertita è chiamata così perché opera in senso inverso rispetto alla normale accessione, la quale prevede che tutto ciò che è costruito sul fondo accede allo stesso e viene acquistato a titolo originario dal proprietario del fondo, per cui sarebbe in questo caso il fondo ad "accedere" alla costruzione che diventa di proprietà della pubblica amministrazione.

## La Giurisprudenza in tema di accessione invertita
Questo nuovo modo d'acquisto della proprietà è stato creato dalla Corte suprema di cassazione con sentenza 26-2-1983 n.1464.
L'acquisto della proprietà è a titolo originario secondo i principi dell'accessione. L'occupazione illegittima può derivare dall'assenza del titolo o da difetto originario del provvedimento di occupazione o ancora per scadenza dello stesso per decorso del termine di cinque anni.
La trasformazione radicale comporta la perdita, in via irreversibile, dei caratteri e della destinazione propria del fondo e coincide con il sostanziale completamento dell'opera pubblica, non è rilevante quindi il completamento delle opere accessorie o delle rifiniture.
La ratio dell'istituto è relativa all'interesse economicamente più rilevante che essendo l'interesse pubblico, derivante da una dichiarazione di pubblica utilità, prevale sull'interesse del privato che a seguito della perdita della proprietà può chiedere il risarcimento del danno comprensivo del valore del fondo al momento in cui la fattispecie acquisitiva è stata integrata e la rivalutazione fino al momento della liquidazione. L'azione per il risarcimento del danno si prescrive in cinque anni a decorrere dal momento in cui vi è la perdita della proprietà.
Dopo la sentenza del 1983, la Cassazione è ritornata più volte sull'istituto. Con due pronunce del 1990, la Corte distingue nella fattispecie due momenti distinti: un momento possessorio in cui si riscontra un comportamento illecito della pubblica amministrazione che priva senza titolo il privato dal godimento del fondo, e un momento traslativo consistente nel passaggio di proprietà del fondo in capo alla pubblica amministrazione nel momento in cui la trasformazione è divenuta irreversibile che invece non sarebbe qualificabile come illecito.
Una sistemazione, probabilmente definitiva, dell'istituto l'abbiamo con la sentenza 29-08-1998 n. 8597, in cui la Suprema Corte rifiuta l'artificiosa distinzione tra momento possessorio e momento traslativo e restituisce all'istituto la linearità precedente sostenendo l'illiceità del comportamento della Pubblica Amministrazione fin dal momento della costruzione dell'immobile comportante la possibilità del privato di chiedere la condanna dell'ente, entro il termine prescrizionale di cinque anni, al risarcimento del danno.
Anche la Corte costituzionale si è pronunciata sull'istituto nel 1995 con sentenza 23-5-1995 n.188. In tale sentenza la Corte è stata chiamata a pronunciarsi sulla legittimità di un modo d'acquisto della proprietà basato su fatto illecito concludendo per la legittimità dell'istituto sulla base del fatto che l'acquisto non è effetto diretto dell'illecito ex 2043 c.c. ma della situazione fattuale consistente nella inutilizzabilità del bene dal privato.
L'art. 42 bis DPR 327/2001, come introdotto dal DL 98/2011, ha introdotto legislativamente una disciplina della materia, e ha così posto fine - fatti salvi ulteriori interventi della Corte costituzionale - alla pluridecennale elaborazione della materia da parte della giurisprudenza.

## L'atteggiamento critico della dottrina
La dottrina ha generalmente un atteggiamento contrario all'istituto basato su una serie di ragioni.

In primo luogo si sostiene venga inserito nel nostro ordinamento un nuovo modo d'acquisto della proprietà in violazione dell'art. 42 della Costituzione il quale pone una riserva di legge al riguardo. L'istituto creerebbe incertezza in relazione al momento traslativo derivante dalla trasformazione irreversibile del fondo, momento rilevante anche per il termine prescrittivo e avallerebbe poi un fatto illecito della Pubblica Amministrazione creando un modo d'acquisto della proprietà basato su di esso.

Verrebbe poi travisata la natura dell'istituto della accessione la quale ha un'origine risalente al diritto romano.
Accessione invertita - nel diritto civile: è un modo di acquisto a titolo originario della proprietà che opera in modo inverso rispetto a quello dell'accessione vera e propria; l'art. 938 del c.c. prevede l'ipotesi particolare in cui l'acquisto non opera più a favore del proprietario del suolo bensì a favore del proprietario della costruzione che l'ha eseguita in buona fede. Presupposto per l'acquisto è che il proprietario del suolo non faccia opposizione entro 3 mesi decorrenti dal giorno in cui ebbe inizio la costruzione. In tal caso il costruttore può chiedere all'autorità giudiziaria di divenire proprietario del suolo sul quale si erge la costruzione, pagando il doppio del valore della superficie occupata. - nel diritto amministrativo: i principi dell'accessione invertita trovano applicazione giurisprudenziale nella discussa ipotesi della occupazione appropriativa o acquisitiva, ossia quando la pubblica amministrazione occupa sine titolo (illegittimamente, senza cioè eseguire il procedimento espropriativo) terreni privati, determinandone la radicale trasformazione con irreversibile trasformazione della destinazione, al fine della costruzione di un'opera di pubblico interesse.